# Gwynia
Gwynia är ett släkte av armfotingar. Gwynia ingår i familjen Gwynioidea.
Gwynia är enda släktet i familjen Gwynioidea.
Kladogram enligt Catalogue of Life:
| Gwynia | \| \| Gwynia capsula \| \| \| \| \| \| Gwynia macrodentata \| \| \| \| |
|        | \| \| Gwynia capsula \| \| \| \| \| \| Gwynia macrodentata \| \| \| \| |
|        | Gwynia capsula                                                         |
|        |                                                                        |
|        | Gwynia macrodentata                                                    |
|        |                                                                        |

## Bildgalleri

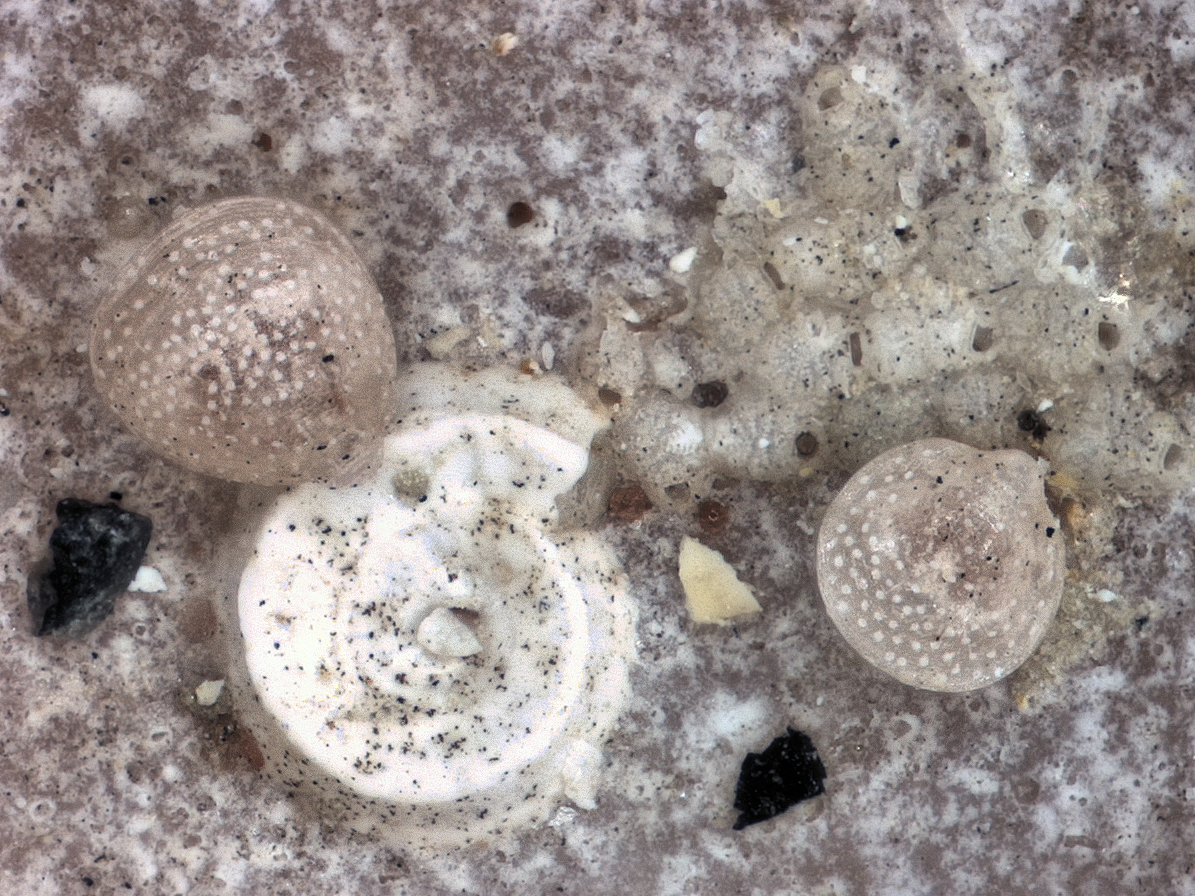
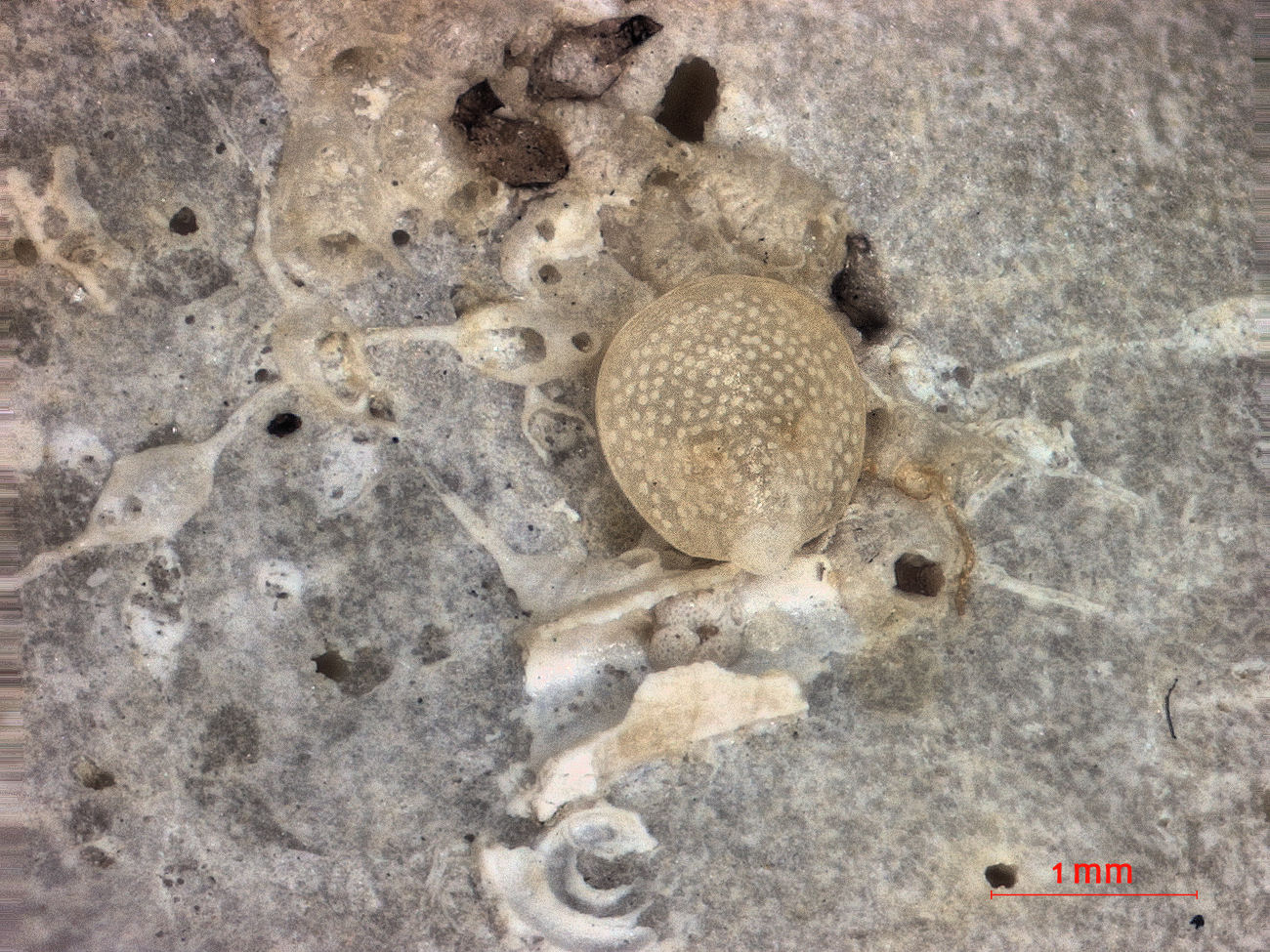
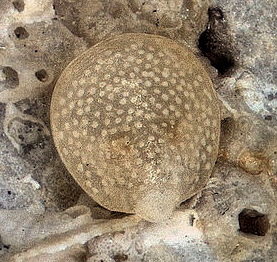
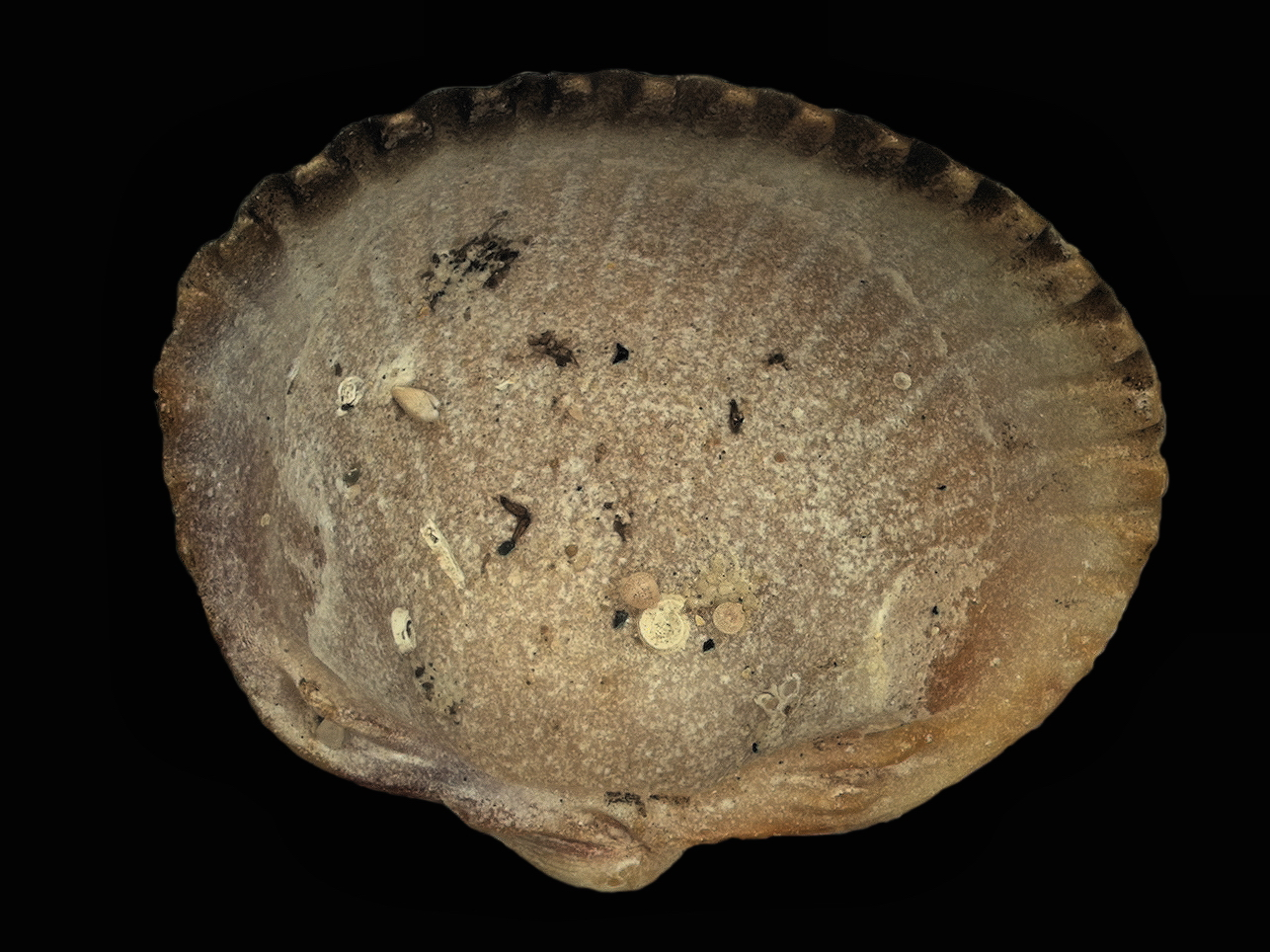
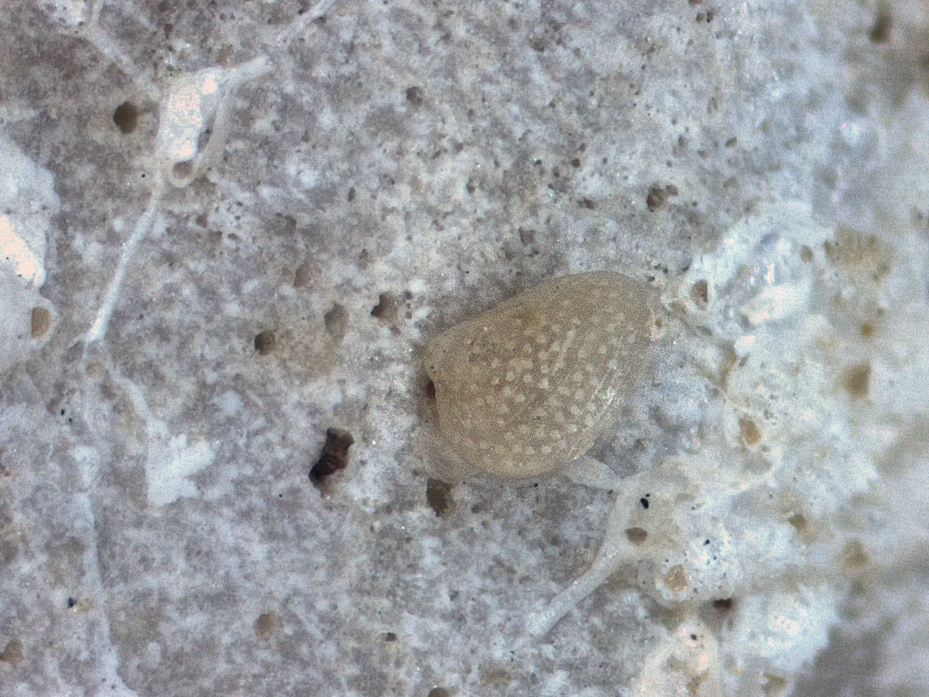
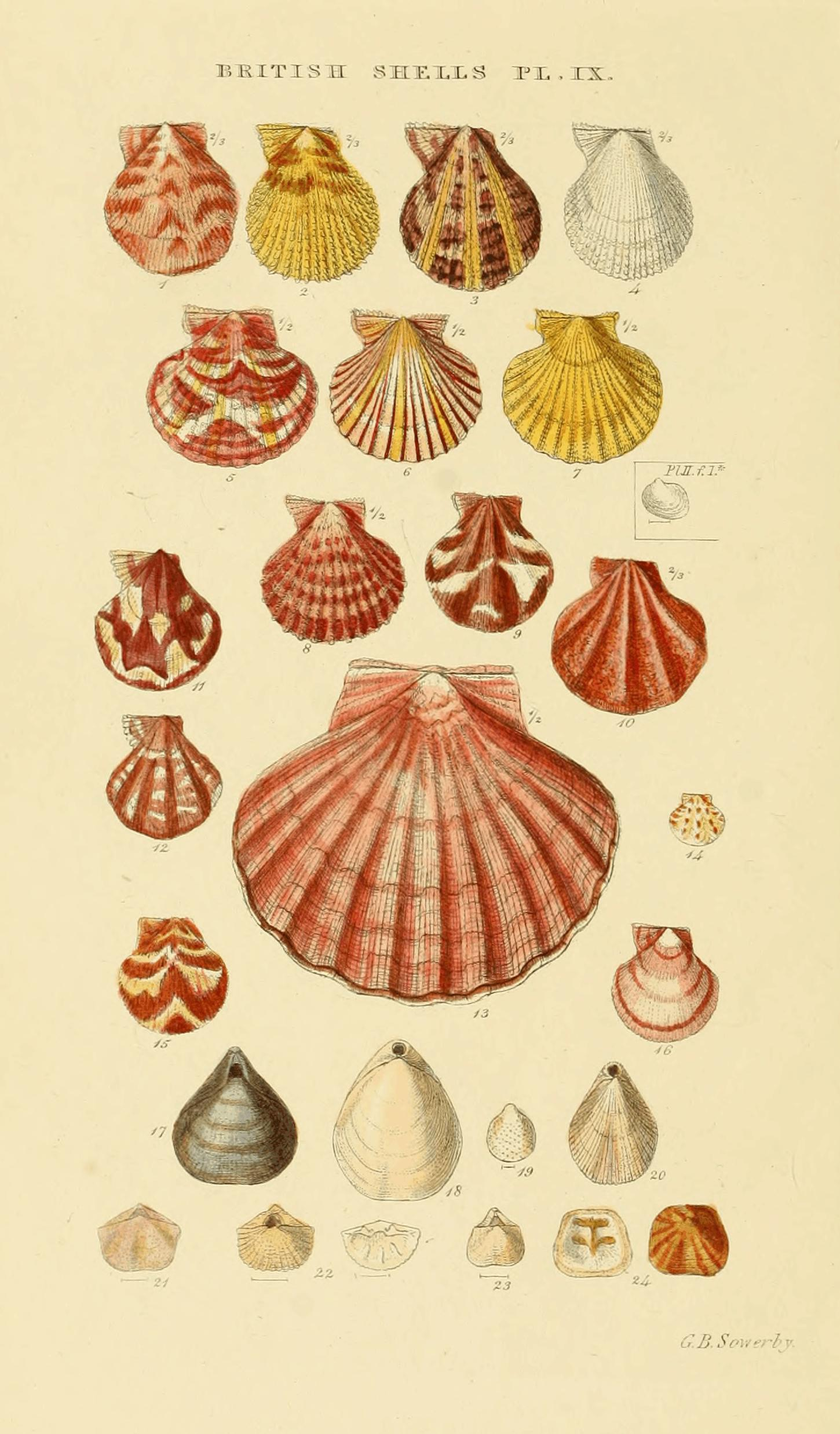